# De Kleine Gazet
De Kleine Gazet was een Belgische liberale Antwerpse krant.

## Geschiedenis
De eerste editie van de krant verscheen op 15 december 1874. Drukker was Benedictus Mees en hoofdredacteur was vanaf 1880 de facto Jan Van Rijswijck. Aanvankelijk verscheen De Kleine Gazet als dagblad, maar werd later omgevormd tot weekblad. Op 28 mei 1887 werd het weekblad Noord en Zuid overgenomen. Op 2 september 1888 verscheen de laatste editie, vervolgens fuseerde de krant met De Koophandel.

## Redactie
| Tijdspanne  | Hoofdredacteur    |
| ----------- | ----------------- |
| ...         |                   |
| 1880 - 1888 | Jan Van Rijswijck |

## Bekende (ex-)medewerkers
- Arthur Cornette
- Julius De Geyter

- Pol de Mont
- Max Rooses

- Benedictus Mees
- Jan Van Rijswijck